# Nildelta
Das Nildelta (altägyptisch Ta-Mehet) (arabisch دلتا النيل) stellt das Mündungsdelta des afrikanischen Nils dar. Dieses Flussdelta befindet sich in Unterägypten direkt nördlich (aus Flussperspektive gesehen unterhalb) von Kairo an der Küste des südöstlichen Mittelmeers.
Der Nil legt vom Viktoriasee bis zur Mündung 5588 km zurück; von seiner weitest entfernten Quelle am Luvironza in Burundi sind es insgesamt 6852 km.
Das Nildelta bildet das wohl bekannteste Mündungsdelta, weil es auch die Bezeichnung „Delta“ prägte, da es die charakteristische, aus dem griechischen Buchstaben Delta (Δ) abgeleitete Dreiecksform aufweist.

## Hintergrund

### Beschreibung

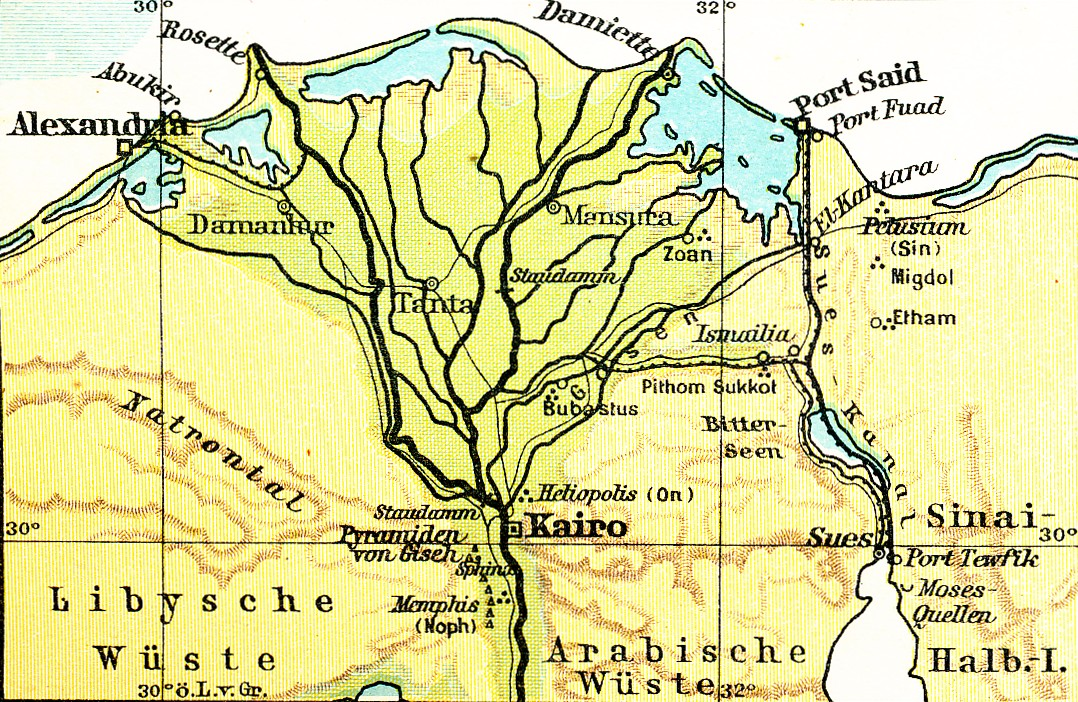
Karte des Nildeltas (um 1930)

Etwa 25 km nördlich von Kairo fächert sich der Nil zum etwa 24.000 km² großen Nildelta auf, nach dessen Durchfließen der Nil schließlich in das Mittelmeer mündet. Heute gibt es nur noch zwei Mündungsarme: den westlichen Rosette-Arm und den östlichen Damietta-Arm. Sie wurden nach den Städten Rosette und Damietta, die an ihren Mündungen liegen, benannt. Diese fruchtbarste Region Nordafrikas zählt etwa 60 Millionen Einwohner. In der Antike erfolgte die Benennung sowohl nach den Mündungsstädten (Kanopus, Bolbitine, Pelusion) als auch nach Großstädten, die weiter südlich im Delta an den jeweiligen Armen lagen (Sais, Sebennytos, Mendes, Tanis).
Dem griechischen Geschichtsschreiber Herodot zufolge gab es in der Antike des 6. und 5. Jahrhunderts v. Chr. fünf natürliche Mündungsarme (Historien, 2. Buch 17). Damals spaltete sich der Nil bei der Stadt Kerkasoros in drei Hauptarme auf:
1. den östlichen Pelusischen Arm (Mündungsort: Pelusion, später nach Deltaerweiterung Ostium Pelusiacum)
2. den mittleren Sebennytischen Arm (Mündungsort: Ostium Sebennyticum, heute verlandet)
3. den westlichen Kanobischen Arm (Mündungsort: Kanopus (Kanobos), Ostium Canobicum, heute verlandet)

Vom mittleren Sebennytischen Mündungsarm zweigten weitere Arme ab:
- der Saitische Arm
- der Mendesische Arm nach Osten (antiker Mündungsort: Ostium Mendesicum, verlandet)

Zudem gab es laut Herodot zwei künstlich angelegte Mündungsarme:
- der Bolbitinische Arm (Mündungsort: Bolbitine, Ostium Bolbitinum, heute Rosette)
- der Bukolische oder Phatnische Arm nach Osten (antiker Mündungsort: Ostium Phatnicum oder Bucolicum, heute Damiette-Arm)

Plinius der Ältere und Strabon (Geographie, 801) nennen übereinstimmend einen Phatnischen und einen Tanitischen Mündungsarm, kennen aber keinen Saitischen und keinen Bukolischen Arm. Der Saitische Arm, an dem Sais liegt, entspricht dem Bolbitinischen Arm, der Bukolische Arm dem Phatnischen Arm. Er erwähnte insgesamt sieben Arme (von Ost nach West), den Pelusi(aki)schen, Tanitischen, Mendesischen, Phatn(it)ischen (oder Phatmetischen), Sebennytischen, Bolbitinischen und Kanopischen (Kanobischen oder Herakleotischen) Arm beziehungsweise Nil. Es ist dabei zu beachten, dass Plinius und Strabon etwa 400 Jahre nach Herodot lebten, und Namensgebungen sich im Laufe der Zeit wandelten. Dazu kommt, dass das Nildelta durch das jährliche Hochwasser und die damit verbundene Schlammflut einem ständigen Wandel unterworfen war.

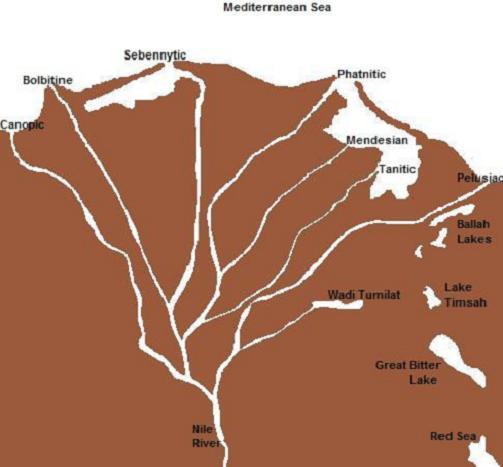
Alte Karte des Nildeltas

So gab es zur Römerzeit sieben Hauptarme, von Westen nach Osten, es waren der:
1. Kanobische Arm (Unterlauf ab Verzweigung vom Saitischen Arm, verlandet)
2. Bolbitinische oder Saitische Arm (zweigt vom Kanobischen Arm ab, heute Rosette-Arm)
3. Sebennytischen Arm (verlandet)
4. Bukolische oder Phatni(ti)sche Arm (zweigt vom Sebennytischen Arm ostwärts ab, heute Damiette-Arm)
5. Mendesische Arm (zweigt vom Phatnischen Arm ab, verlandet)
6. Tanitische oder Sethroitische Arm (zweigt vom Phatnischen Arm ab, verlandet)
7. Pelusische Arm (verlandet)

Die Verlandung setzte bereits in der Antike ein und war in islamischer Zeit großteils abgeschlossen.

### Der Assuan-Staudamm und seine Auswirkung auf das Nildelta
Durch die bereits von Muhammad Ali Pascha während seiner von 1805 bis 1848 dauernden Herrschaft über Ägypten begonnenen Umstellung der Bewässerungsmethoden am Nil von der saisonale Bewässerung in Überschwemmungsbassins auf die ganzjährige Kanalbewässerung und die dafür gebauten Delta Barrages sowie durch den Bau der Assuan-Staumauer, des Asyut-Stauwehrs und des Zifta-Stauwehrs (alle 1902 fertiggestellt) wurden die landwirtschaftlich bebauten und bewässerten Flächen erheblich vergrößert. Dadurch gelangte immer weniger Wasser und somit weniger Schwebstoffe und Sedimente in das Mittelmeer. Durch den von 1960 bis 1971 errichteten Assuan-Staudamm setzten sich die Sedimente (die nicht vorher schon vom Sannar-Damm und Roseires-Damm zurückgehalten wurden) in dem von ihm aufgestauten Nassersee ab.
Dies hat zur Folge, dass dem Nildelta keine Sedimente mehr zugeführt werden und es sich nicht mehr weiter ins Meer vorschiebt, sondern langsam durch die Brandung abgetragen wird.

## Orte im oder am Nildelta (flussabwärts)

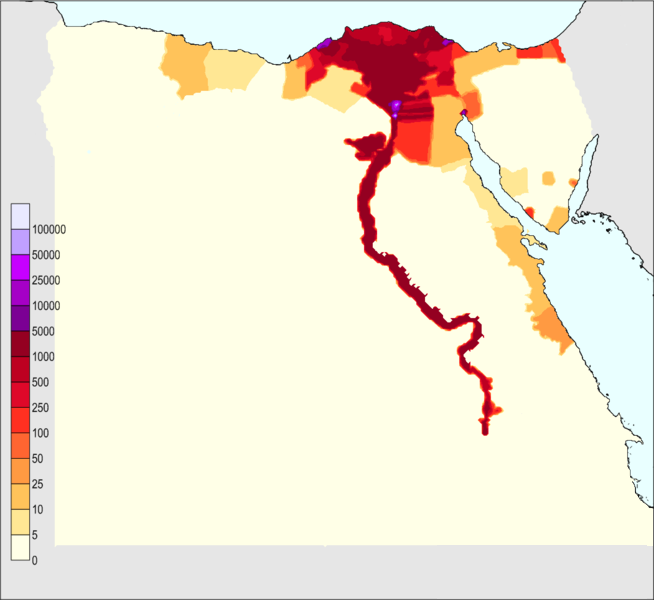
Bevölkerungsdichte

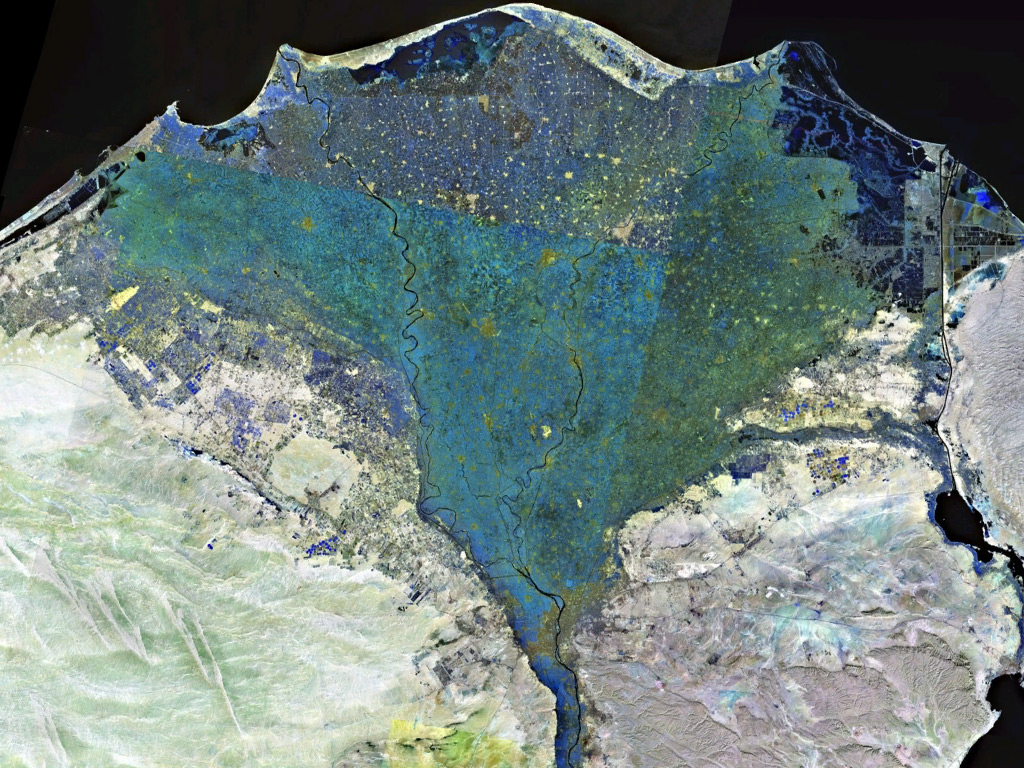
Falschfarben-Satellitenbild von Landsat 7

Ungefähr 40 Millionen Menschen leben in der Region Nildelta. Außerhalb der Großstädte leben durchschnittlich etwa 1000 Menschen auf einem Quadratkilometer.
Der Meeresspiegel des Mittelmeeres ist durch die globale Erwärmung seit Jahrzehnten stetig gestiegen. 

### Moderne Orte
| Name                         | Bevölkerung 2008 | Koordinaten          |
| ---------------------------- | ---------------- | -------------------- |
| Kairo (Al-Qahirah)           | 7.947.121        | 30° 3′ N, 31° 14′ O  |
| Alexandria (Al-Iskandariyah) | 4.247.414        | 31° 13′ N, 29° 56′ O |
| Gizeh (Al-Jizah)             | 3.258.540        | 29° 59′ N, 31° 8′ O  |
| Schubra al-Chaima            | 1.045.370        | 30° 8′ N, 31° 15′ O  |
| Port Said                    | 588.935          | 31° 15′ N, 32° 17′ O |
| Al-Mansura                   | 465.375          | 31° 2′ N, 31° 23′ O  |
| Mahalla al-Kubra             | 450.833          | 30° 58′ N, 31° 10′ O |
| Tanta                        | 429.632          | 30° 47′ N, 31° 0′ O  |
| Zagazig (Az-Zaqaziq)         | 308.637          | 30° 34′ N, 31° 30′ O |
| Damiette (Dumyat)            | 266.627          | 31° 25′ N, 31° 49′ O |
| Damanhur                     | 247.074          | 31° 2′ N, 30° 28′ O  |

### Antike Stätten
| Griechisch      | Altägyptisch   | Moderner Name    | Koordinaten                | Bedeutung                                                                                   |
| --------------- | -------------- | ---------------- | -------------------------- | ------------------------------------------------------------------------------------------- |
| Memphis         | Men-nefer      | Mit-Rahina       | 29° 51′ 0″ N, 31° 15′ 0″ O | Königliche Residenz und Verwaltungszentrum, lange Zeit Hauptstadt des Alten Ägypten.        |
| Heliopolis      | Iunu           | Arab el-Hisn     | 30° 8′ 0″ N, 31° 18′ 0″ O  | Wichtiges religiöses Zentrum, Hauptkultort des Re und Atum-Re.                              |
| Letopolis       | Chem           | Ausim            | 30° 7′ 0″ N, 31° 8′ 0″ O   | Hauptstadt des 2. unterägyptischen Gaues.                                                   |
| Leontopolis     | Nai-ta-hut     | Tell el-Jahudija | 30° 17′ 0″ N, 31° 20′ 0″ O | Der Hohepriester Onias errichtete hier während der Ptolemäerzeit einen jüdischen Tempel.    |
| Athribis        | Hut-ta-heri-ib | Tell Atrib       | 30° 28′ 0″ N, 31° 11′ 0″ O | Hauptstadt des 10. unterägyptischen Gaues (Kemwer).                                         |
| Bubastis        | Baset          | Tell Basta       | 30° 34′ 0″ N, 31° 31′ 0″ O | Hauptkultort der Göttin Bastet, wichtige Stadt während der ägyptischen Spätzeit.            |
| Leontopolis     | Ta-remu        | Tell el-Muqdam   | 30° 41′ 0″ N, 31° 21′ 0″ O | Wahrscheinlich königliche Residenz während der 23. Dynastie.                                |
| Auaris          | Hut-waret      | Tell el-Dab’a    | 30° 47′ 0″ N, 31° 50′ 0″ O | Während der Zweiten Zwischenzeit Hauptstadt der Hyksos.                                     |
|                 | Pi-Ramesse     | Qantir           | 30° 48′ 0″ N, 31° 50′ 0″ O | Hauptstadt der Ramessiden unter Ramses III.                                                 |
|                 | Imet           | Tell Nabasha     | 30° 51′ 0″ N, 31° 55′ 0″ O | Einer der Hauptkultorte der Schlangengöttin Wadjet.                                         |
| Naukratis       | Najukeredj     | Kom el-Gieif     | 30° 54′ 0″ N, 30° 35′ 0″ O | Wichtige griechische Handelsstadt während der Saïtenzeit.                                   |
| Busiris         | Djedu          | Abu Sir Bana     | 30° 55′ 0″ N, 31° 14′ 0″ O | Wichtiger Kultort des Osiris.                                                               |
| Mendes          | Djedet / Anpet | Tell ar-Ruba     | 30° 58′ 0″ N, 31° 30′ 0″ O | Hauptstadt des 16. unterägyptischen Gaues und Landeshauptstadt während der 29. Dynastie.    |
| Tanis           | Djanet         | San el-Hagar     | 30° 58′ 0″ N, 31° 52′ 0″ O | Königsresidenz während der 21. Dynastie.                                                    |
| Saïs            | Sa’u           | Sa al-Hagar      | 30° 58′ 0″ N, 30° 46′ 0″ O | Hauptkultort der Göttin Neith und Landeshauptstadt während der 26. Dynastie (Saïtenzeit).   |
| Iseum           | Per-Hebit      | Behbeit el-Hagar | 31° 2′ 0″ N, 31° 17′ 0″ O  | Enthielt wichtige Isis-Kultstätte.                                                          |
| Buto            | Pe und Dep     | Tell al-Fara’in  | 31° 12′ 0″ N, 30° 45′ 0″ O | Hauptkultort der Schlangengöttin Wadjet (Uto).                                              |
| Kanopus         | Peguati        |                  | 31° 19′ 0″ N, 30° 3′ 0″ O  | Wichtige Hafen- und Handelsstadt der Spätzeit.                                              |
| Alexandria      |                | al-Iskandariyya  | 31° 12′ 0″ N, 29° 55′ 0″ O | Von Alexander dem Großen gegründet, eine der größten und wichtigsten Metropolen der Antike. |
| Taposiris Magna |                | Abusir           | 30° 51′ 0″ N, 31° 55′ 0″ O | Standort verschiedener Tempel und Pyramiden, überwiegend aus der 5. Dynastie.               |